# 프린스에드워드섬
프린스에드워드섬은 캐나다 프린스에드워드아일랜드주의 본섬이다.